# دانشگاه آتنئو د داوائو
دانشگاه آتنئو د داوائو (AdDU, فیلیپینی: Pamantasang Ateneo de Davao) یک موسسه آموزش عالی و پایه کاتولیک و خصوصی است که توسط انجمن عیسی در شهر داوائو، داوائو دل سور، فیلیپین اداره می‌شود.
به این دانشگاه توسط انجمن اعتباربخشی مدارس، کالج‌ها و دانشگاه‌های فیلیپین «اعتبار نهادی» اعطا شد، تنها شش دانشگاه در این کشور از این اعتبار برخوردار هستند. همچنین توسط کمیسیون آموزش عالی (فیلیپین) وضعیت خودمختار به این دانشگاه اعطا شده‌است.